# Canthon formosus
Canthon formosus е вид бръмбар от семейство Листороги бръмбари (Scarabaeidae).

## Разпространение
Видът е разпространен в Бразилия (Парана и Рио де Жанейро).